# Штехов-Ферхесар
Штехов-Ферхесар (њем. Stechow-Ferchesar) општина је у њемачкој савезној држави Бранденбург. Једно је од 26 општинских средишта округа Хафеланд. Према процјени из 2010. у општини је живјело 935 становника. Посједује регионалну шифру (AGS) 12063293.

## Географски и демографски подаци
Штехов-Ферхесар се налази у савезној држави Бранденбург у округу Хафеланд. Општина се налази на надморској висини од 35 метара. Површина општине износи 51,0 km². У самом мјесту је, према процјени из 2010. године, живјело 935 становника. Просјечна густина становништва износи 18 становника/km².